# Kościół Santa Maria del Camino w Carrión de los Condes
Kościół Santa Maria del Camino – najstarsza świątynia w Carrion de los Condes, wybudowana w XII wieku w stylu romańskim, pod wezwaniem Matki Bożej Opiekunki Drogi (św. Jakuba). Znana również jako kościół pod wezwaniem Matki Bożej Zwycięskiej (Santa Maria de la Vitoria), w nawiązaniu do zwycięskiej w tym miejscu bitwy króla Wermuda I nad Maurami.
Budynek kościoła posadowiony jest tradycyjnie na osi wschód-zachód, z prezbiterium i ołtarzem po stronie wschodniej, skierowanym w stronę Jerozolimy i w stronę wschodu słońca, rozpoczynającego nowy dzień. Portal nad głównym wejściem ozdobiony jest rzeźbami przedstawiającymi motywy związane z Bożym Narodzeniem: Narodzenie, Pokłon Trzech Króli i Rzeź Niewiniątek. Motyw czterech byków na węgarku w portalu bocznym oraz  grupę kobiet wyrzeźbionych na głowicy kolumny miejscowa tradycja wiąże z podaniem z czasów panowania Maurów. Według historycznego przekazu muzułmanie kazali corocznie oddawać sobie trybut w postaci 100 chrześcijańskich dziewic, które zabierali do swoich haremów. Kiedy kobiety i ich rodziny modliły się o ratunek, zjawiło się stado byków i stratowało Maurów. Zdarzenie to dokumentują również: kamienna płyta i malowidła.  
Wnętrze kościoła utrzymane jest w stylu romańskim, oprócz nawy głównej, którą przebudowano w XVII wieku i udekorowano w stylu barokowym. Gotycką figurę Matki Bożej Zwycięskiej w nawie bocznej datuje się na wiek XIV.
Kościół jest ważnym przystankiem na Drodze św. Jakuba do Santiago de Compostela.